# Institut physico-technique de Sibérie

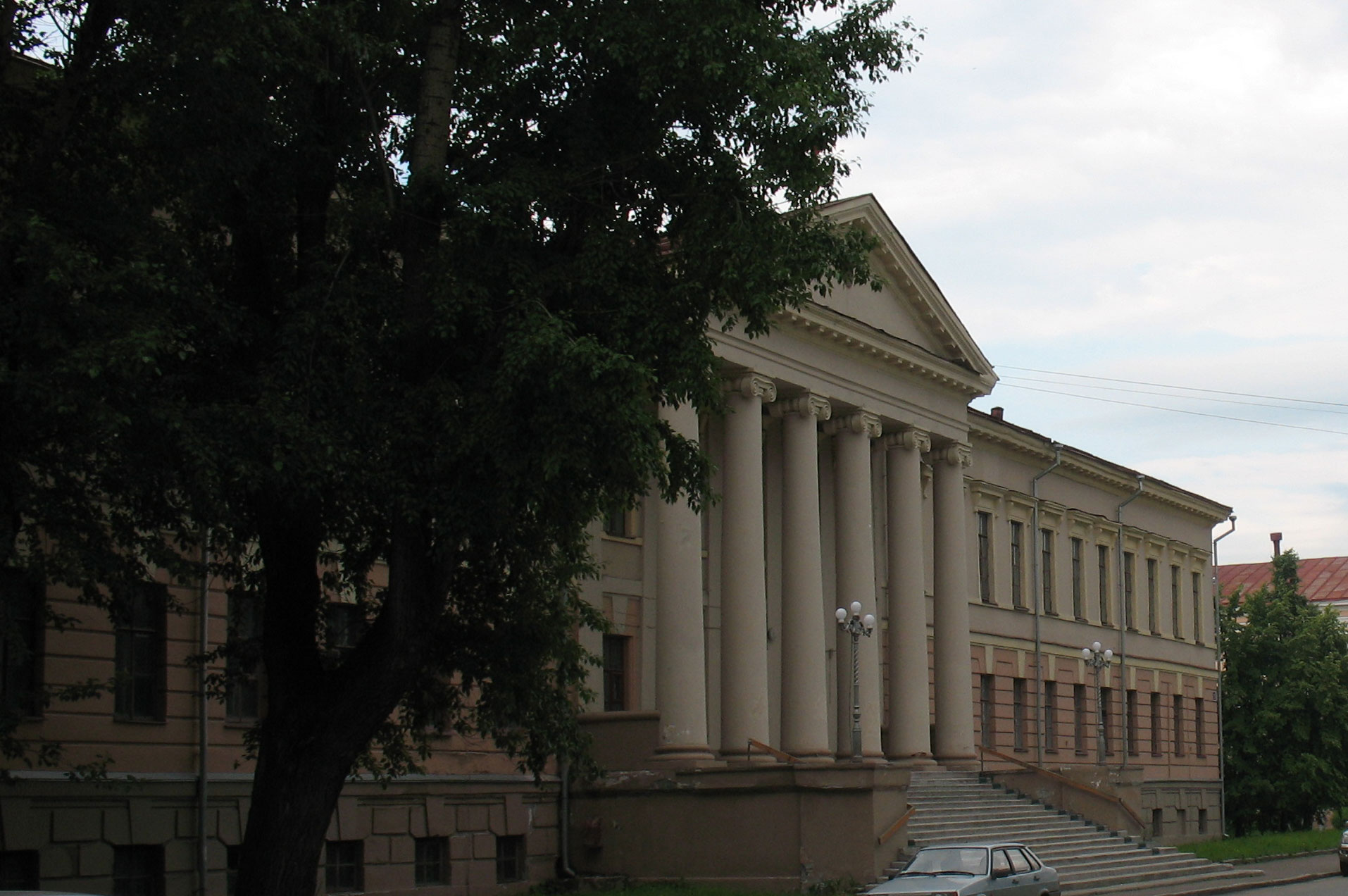
Façade à portique hexastyle ionique de l'institut physico-technique

L'institut de recherche physico-technique de Sibérie Kouznetsov (Сибирский физико-технический институт (СФТИ)) est un institut de recherche dépendant de l'université d'État de Tomsk en Russie, fondé en 1928. Son directeur actuel est M. Alexandre Potekaïev. L'adresse de l'institut est 1 place Novo-Sobornaïa, 634050 Tomsk, fédération de Russie.

## Historique
L'institut a été fondé le 1er octobre 1928 sur la base de l'institut de recherche en physique appliquée, dépendant de l'institut polytechnique de Tomsk. Le nouvel institut s'installe dans le bâtiment des anciens gouverneurs de l'Ancien Régime, construit en 1838-1842. L'institut est intégré à l'université d'État de Tomsk en 1932.
Dix-huit nouveaux laboratoires de recherche sont ouverts entre 1954 et 1978, notamment dans le domaine des semi-conducteurs, de l'électronique, de la physique des ferrites, de l'optique de l'atmosphère, de la cybernétique, de la théorie des alliages (avec le professeur Viktor Panine notamment), de la théorie quantique de l'état solide, de l'introscopie des matériaux non-magnétiques, etc.
Aujourd'hui l'institut est divisé en onze départements :
- Géophysique et écologie
- Radiophysique
- Méthodes de contrôle radiophysiques
- Radioélectronique
- Photonique des mollécules
- Physique théorique
- Physique des semi-conducteurs
- Physique des dispositifs de semi-conducteurs
- Physique des métaux
- Alliages et composants
- Institut de recherche de matériaux médicaux

L'institut doit son nom à l'académicien Vladimir Dmitrievitch Kouznetsov qui dirigea cet établissement de 1929 à 1933 et de 1937 aux années 1960. L'académicien Vladimir Zouïev (1925-2003) a collaboré à l'institut.